# Press to Play
Press to Play es el séptimo álbum de estudio en solitario del músico británico Paul McCartney, publicado por la compañía discográfica Parlophone en agosto de 1986.
El álbum es el primer trabajo desde Pipes of Peace (1983) integrado en su totalidad por nuevas canciones. Fue el primer disco publicado internacionalmente por el sello discográfico EMI tras un breve paso por Columbia Records en Estados Unidos y Canadá.

## Historia
Después del fracaso de taquilla de su primer proyecto cinematográfico, Give My Regards to Broad Street, McCartney decidió que era hora de un cambio en su carrera musical. En un intento por dar a su música un sonido contemporáneo, unió fuerzas con Hugh Padgham, un productor musical con gran demanda y famoso por haber grabado con artistas como Peter Gabriel, Genesis, Phil Collins, The Police y XTC. 
McCartney comenzó a grabar Press to Play en marzo de 1985 en sus estudios de Sussex tras haber escrito nuevas canciones, algunas de ellas con Eric Stewart, su principal colaborador durante la década de 1980. Además, invitó a participar en las sesiones de grabación a músicos como Pete Townshend, Phil Collins, Eddie Rayner, Carlos Alomar y el propio Stewart.
Las sesiones de Press to Play no estuvieron acabadas hasta finales de 1985, momento en que solo una canción había sido publicada: «Spies Like Us», producida por Phil Ramone y usada en la banda sonora de la película homónima. Con «My Carnival», una canción grabada en 1975 con Wings, como cara B, «Spies Like Us» supuso el último sencillo en alcanzar los diez primeros puestos de las listas de éxitos estadounidenses, preparando el escenario para la publicación de Press to Play.
La portada en blanco y negro del álbum fue tomada por el fotógrafo George Hurrell usando la misma cámara que usó en Hollywood durante la década de 1930 y de 1940.

## Recepción
Previo a la publicación del álbum, se publicó la canción «Press» como sencillo en julio de 1986. La canción entró tan solo en el top 30 a ambos lados del Atlántico. Dos meses después, la publicación de Press to Play fue recibida con las mejores reseñas positivas en la carrera musical de McCartney desde Tug of War. 
Sin embargo, el álbum obtuvo unas cifras de ventas muy bajas, y alcanzó el puesto ocho en las listas de Reino Unido, mientras que en Estados Unidos registró el peor resultado en la carrera musical de McCartney, llegando a la posición 30 y vendiendo 250 000 copias. La publicación de «Pretty Little Head» y «Only Love Remains» como sencillos no favorecieron un incremento de las ventas de Press to Play y obtuvieron escasa difusión en los medios.

## Reediciones
En 1993, Press to Play fue remasterizado y reeditado en formato CD como parte de la serie The Paul McCartney Collection con dos temas extra: el sencillo «Spies Like Us» y una versión alternativa de «Once Upon A Long Ago». En 2007, el álbum fue publicado en formato de descarga digital en la tienda iTunes con una mezcla diferente de «Press» como bonus track.

## Lista de canciones
Todas las canciones escritas y compuestas por Paul McCartney excepto donde se anota. 
| Cara A |                                  |                              |          |  |
| N.º    | Título                           | Escritor(es)                 | Duración |  |
| 1.     | «Stranglehold»                   | Paul McCartney, Eric Stewart | 3:36     |  |
| 2.     | «Good Times Coming/Feel the Sun» |                              | 4:44     |  |
| 3.     | «Talk More Talk»                 |                              | 5:18     |  |
| 4.     | «Footprints»                     | Paul McCartney, Eric Stewart | 4:32     |  |
| 5.     | «Only Love Remains»              |                              | 4:13     |  |

| Cara B |                        |                              |          |  |
| N.º    | Título                 | Escritor(es)                 | Duración |  |
| 6.     | «Press»                |                              | 4:43     |  |
| 7.     | «Pretty Little Head»   | Paul McCartney, Eric Stewart | 5:14     |  |
| 8.     | «Move Over Busker»     | Paul McCartney, Eric Stewart | 4:05     |  |
| 9.     | «Angry»                | Paul McCartney, Eric Stewart | 3:36     |  |
| 10.    | «However Absurd»       | Paul McCartney, Eric Stewart | 4:56     |  |
| 11.    | «Write Away»           | Paul McCartney, Eric Stewart | 3:00     |  |
| 12.    | «It's Not True»        |                              | 5:53     |  |
| 13.    | «Tough on a Tightrope» | Paul McCartney, Eric Stewart | 4:42     |  |

| Temas extra (reedición de 1993) |                                       |              |          |  |
| N.º                             | Título                                | Escritor(es) | Duración |  |
| 14.                             | «Spies Like Us»                       |              | 4:45     |  |
| 15.                             | «Once Upon a Long Ago» (Long version) |              | 4:37     |  |

| Tema extra (edición digital de iTunes) |                                      |              |          |  |
| N.º                                    | Título                               | Escritor(es) | Duración |  |
| 16.                                    | «Press» (12" Bevans/Forward Dub Mix) |              | 6:31     |  |

## Personal
- Paul McCartney: bajo, guitarras y voz
- Neil Jason: bajo
- Eric Stewart: guitarra acústica y guitarra eléctrica
- Pete Townshend: guitarra eléctrica
- Carlos Alomar: guitarras acústica y eléctrica
- Eddie Rayner: teclados
- Nick Glennie-Smith: teclados
- Simon Chamberlain: piano
- Linda McCartney: teclados y coros
- Phil Collins: batería y percusión
- Jerry Marotta: batería y percusión
- Graham Ward: batería y percusión
- John Bradbury: batería y percusión
- Ray Cooper: percusión
- Dick Morrissey: saxofón tenor
- Lenny Pickett: saxofón alto y tenor
- Gary Barnacle: saxofón
- Gavin Wright: violín
- Kate Robbins: coros
- Ruby James: coros
- James McCartney: palabras habladas
- Eddie Klein: palabras habladas
- John Hammel: palabras habladas
- Matt Howe: palabras habladas
- Steve Jackson: palabras habladas
- Anne Dudley: arreglos de orquesta
- Tony Visconti: arreglos de orquesta

## Posición en listas
| País           | Lista                   | Posición |
| -------------- | ----------------------- | -------- |
| Alemania       | Media Control Chart     | 30       |
| Australia      | ARIA Albums Chart       | 22       |
| Canadá         | RPM Albums Chart        | 28       |
| Estados Unidos | Billboard 200           | 30       |
| Italia         | Italian Albums Chart    | 10       |
| Noruega        | Norwegian Top 40 Albums | 8        |
| Países Bajos   | Mega Albums Top 100     | 21       |
| Reino Unido    | UK Albums Chart         | 8        |
| Suecia         | Swedish Albums Chart    | 17       |
| Suiza          | Swiss Music Charts      | 28       |

| Sencillo            | País           | Lista                         | Posición |
| ------------------- | -------------- | ----------------------------- | -------- |
| «Press»             | Estados Unidos | Billboard Hot 100             | 21       |
| «Press»             | Reino Unido    | UK Singles Chart              | 25       |
| «Only Love Remains» | Estados Unidos | Hot Adult Contemporary Tracks | 9        |
| «Only Love Remains» | Reino Unido    | UK Singles Chart              | 34       |
| «Strangehold»       | Estados Unidos | Billboard Hot 100             | 21       |

## Certificaciones
| Fecha                    | País        | Organismo certificador | Certificación | Ventas certificadas |
| ------------------------ | ----------- | ---------------------- | ------------- | ------------------- |
| 18 de septiembre de 1986 | Reino Unido | BPI                    | Oro           | 100 000             |